# Xanthorhoe robustaria
Xanthorhoe robustaria là một loài bướm đêm trong họ Geometridae.